# Semion Moguilevitch
Semion Yudkovich Moguilevitch (ukrainien : Семен Ю́дкович Могиле́вич (Semen Yudkovych Mohylevych)), surnommé « Seva » ou le « Don intellectuel », né le 30 juin 1946, est un parrain du crime organisé russo-israélo-ukrainien perçu par les agences de renseignement européennes et américaines comme le « parrain des parrains » de la plupart des clans issus de la mafia russe dans le monde.

## Carrière

### Jeunesse
Mogilevich est né à Kiev au sein d'une famille ukrainienne de confession juive. Il est surnommé le « Don intellectuel » en raison des diplômes en économie qu'il a obtenus en 1968, à l'âge de 22 ans, à l'université nationale Ivan Franko de Lviv.

### Carrière criminelle
Dans les années 1970, il intègre comme homme de main le clan moscovite Liouberetskaïa ou Lyubert-sky, qui s'est particulièrement fait connaître pour avoir escroqué des milliers de candidats à l'émigration à destination d'Israël. En effet, il promettait de vendre les biens et diamants de ces derniers et de leur envoyer l'argent après la vente. Au lieu de cela, l'argent est investi dans le marché noir et dans des activités criminelles. Il rejoint le clan Solntsevskaïa (du nom d'une banlieue de Moscou) dont il dirige une des plus importantes branches.
Depuis les années 1980, Moguilevitch est à la tête d'une des plus importantes organisations criminelles transnationales (OCT) russes. Ses hommes de main, dont le nombre est estimé à quelque 250 individus, sont encadrés par quelques vétérans de la guerre russo-afghane. Ils n'hésitent pas à user de la torture et du meurtre pour parvenir à leurs fins. C'est à cette époque qu'il crée une compagnie d'import-export pétrolière, Arbat International, qui est enregistrée à Aurigny, une des îles Anglo-Normandes, considérée comme un paradis fiscal. Un de ses associés, qui possède un quart de la compagnie, est Viatcheslav Ivankov (en), un parrain considéré comme une légende de la mafia et qui devient parrain de la mafia russe en Amérique. Ivankov est condamné en 1996 pour avoir racketté deux courtiers de Wall Street. Il est depuis incarcéré à Ray Brook (en), une prison fédérale de l'État de New York.
En 1990, déjà millionnaire, Moguilevitch s'expatrie en Israël avec plusieurs de ses lieutenants. Sur place, il investit dans plusieurs entreprises légales, tout en investissant dans des activités criminelles classiques pour ce type d'organisation : trafic de drogue, d'êtres humains, de matières nucléaires, d'œuvres d'art, de pierres précieuses, racket, contrats d'assassinat (Europe, États-Unis), infractions financières. Le tout dissimulé derrière des activités offshore. En outre son organisation contrôlait tous les trafics par l'aéroport international de Sheremetyevo de Moscou, considéré comme le « paradis des contrebandiers ». Pour recycler ses gains colossaux, il pratique le blanchiment à échelle industrielle par des transactions financières passant par Londres.
Semion Mogilevich possédait la fabrique d'armes Army Co-op Ltd de Budapest, spécialisée dans la fabrication de canons antiaériens. En 1994, il avait acquis l'Inkombank, une des plus importantes banques russes privées, avant que celle-ci ne cesse ses activités en 1998, accusée de multiples fraudes. Il est par ailleurs le premier cofondateur de la société privée de pompes funèbres moscovite.
Dès novembre 1994, à l'initiative de la justice britannique, il est activement recherché par les policiers russes, ukrainiens, israéliens, américains, canadiens, belges, italiens et allemands. En raison de ses activités, Semion Moguilevitch est interdit de séjour dans l'espace Schengen.
De 1995 à 1999, il séjourne librement à Budapest et effectue de nombreux déplacements aux États-Unis, en Grande-Bretagne, en Israël et en Russie. Puis il s’installe à Prague avant de retourner vivre à Moscou, dans un premier temps dans une villa cossue du quartier huppé de Rublyovka, avant d’élire domicile à l’hôtel Ukrainia, haut lieu du crime organisé. Cependant, il semble que son QG était toujours installé à Budapest.
En mai 1995, une réunion à Prague entre Moguilevitch et  Sergei Mikhailov, parrain du clan Solntsevskaïa, est prise d'assaut par la police tchèque. La réunion était une fête d'anniversaire d'un mafieux du groupe Solntsevskaïa. Deux cents participants (incluant des douzaines de prostituées) dans le restaurant U Holubů (possédé par Moguilevitch) sont détenus et trente furent expulsés du pays. La police a été informée que le clan Solntsevskaïa allait tenter d'éliminer Moguilevitch à la fête au sujet d'un conflit autour d'une somme de 5 millions de $. Mais Moguilevitch n'est jamais venu, sûrement prévenu par un chef de la police tchèque, travaillant avec la mafia russe.
Cependant, peu de temps après, le ministre tchèque bannit l'entrée du pays à Moguilevitch pour une période de 10 ans. À la même période, le gouvernement hongrois le déclare persona non grata et les Britanniques lui barrent l'entrée du Royaume-Uni, le déclarant comme étant « un des hommes les plus dangereux au monde ».
Présente sur l'ensemble de la planète, son OCT avait noué de nombreuses relations d'affaires avec la Camorra napolitaine, la Cosa Nostra new-yorkaise (famille Genovese) et les cartels colombiens.

### Vie privée
En 1991, il se marie avec sa petite amie hongroise Katalin Papp et ils ont trois enfants et en profite pour obtenir la nationalité hongroise. 
Pour échapper aux autorités, Semion Mogilevich utilise au moins dix-sept identités différentes (avec pour chacune des papiers différents) et possède officiellement les nationalités russe, ukrainienne, hongroise et israélienne.
Il mesure 1,68 m (5′ 6″) pour près de 130 kilos.